# Hichem Ajbouni
Hichem Ajbouni (arabe : هشام عجبوني), né le 18 juin 1971, est un homme politique tunisien.
Il est député à l'Assemblée des représentants du peuple depuis les élections législatives de 2019.

## Biographie
Originaire de Kairouan, il est diplômé comme expert-comptable de l'Institut des hautes études commerciales de Carthage.
Il commence sa carrière politique en intégrant le Congrès pour la République puis est élu dirigent au sein du Courant démocrate.
Il est élu président du bloc démocrate en mars 2020, succédant ainsi à Ghazi Chaouachi devenu ministre.
Il a par ailleurs été scout.